# ユーリ・トルトネフ
ユーリ・ペトローヴィチ・トルトネフ（ロシア語: Ю́рий Петро́вич Тру́тнев, ラテン文字転写: Yurii Petrovich Trutnev; 1956年3月1日 - ）は、ロシアの政治家。2004年から2012年までロシア連邦天然資源相。その後大統領補佐官を経て、2013年8月にロシア連邦副首相兼極東連邦管区大統領全権代表に任命された。

## 経歴
1956年3月1日モロトフ州モロトフ市（現在のペルミ地方ペルミ）近郊にあるポラズナ村に生まれる。1978年にペルミ工科大学鉱山学部を卒業し鉱山技師の資格を取る。在学中から石油ガス管理企業体「ポラズナネフチ」や「コミネフチ」で働き、掘削の助手や石油ガスのオペレーターなどを手がけた。大学卒業後はペルミ石油工業調査設計研究所に所属し、若手研究者として勤務した。1981年から1986年までコムソモール活動に従事し、ペルミ市コムソモール委員会に勤務した。1986年から1988年までペルミ州執行委員会スポーツ委員会議長を務めている。
1988年友人とコーポラティヴ（協同組合）方式でコープラティヴ「コンタクト」を設立し、スポーツシミュレーターの開発と製造を始めた。「コンタクト」が開発したシミュレーターは国家機関や公共団体で使用された。 
1996年ペルミ市長選挙に立候補し、第1回投票で61.42パーセントを獲得し当選する。2000年にはペルミ州知事選挙に立候補し、51.48パーセントを獲得し当選する。2008年ロシア大統領選挙では、何人かの政治アナリストはトルトネフの立候補を予想した。トルトネフがプーチン体制を維持することの可能なテクノクラートとして政権内から歓迎されると予想したのである。もっとも、トルトネフ自身はマスコミのリップサービスを一顧だにせず、知事時代から他の地方長官たちが与党統一ロシアに参加する中、一線を画して中立的な立場を保ったのと同様、大統領選でも一貫して自身のスタンスを保った。
2013年8月31日、プーチン大統領はイシャエフ極東発展相兼極東連邦管区大統領全権代表を解任し、後任の全権代表に副首相兼任でトルトネフを任命した。
2015年8月13日、北方領土の択捉島で行われたロシアの若手研究者らを集めた教育フォーラムに出席した。

## 人物
趣味はラリーと空手。2020年開催の東京オリンピックに極真空手を正式種目とすることを目的とした組織「極真世界連合」（KWU）の発起人である。KWUには現在、AKP（ロシア極真統一組織）、IFK（国際極真連盟）、KWF（極真世界連盟）、盧山初雄率いる極真館などが加盟している。2015年10月にロシア・ハバロフスクにおいて、第2回KWU(Kyokushin World Union)世界大会を開催。KWUと提携関係にある緑健児率いる新極真会からも選手が派遣され、フルコンタクト空手界の大同団結にむけて、大きな一歩となった。